# ماتیاس برنینگر

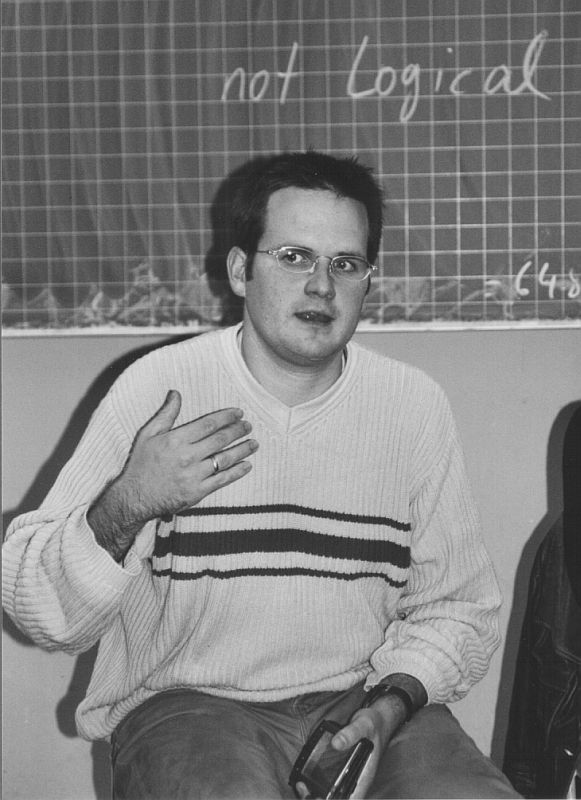
نگارهٔ ماتیاس برنینگر، سیاست‌مدار آلمانی - ۲۰۰۴

ماتیاس برنینگر (انگلیسی: Matthias Berninger) یک سیاست‌مدار اهل آلمان است.